# Johnny Jamison
John Rea "Johnny" Jamison (født 30. november 1948 i Belfast, Nordirland) er en nordirsk tidligere fodboldspiller (midtbane). Han spillede én kamp for Nordirlands landshold, en EM-kvalifikationskamp mod Norge 29. oktober 1975.
På klubplan spillede Jamison hele sin karriere i hjemlandet, og var blandt andet med til at vinde tre nordirske mesterskaber med Glentoran.

## Titler
Nordirsk mesterskab
- 1972, 1977 og 1981 med Glentoran

Nordirsk pokal
- 1968 med Crusaders
- 1973 med Glentoran